# Walton Peak
Walton Peak är en bergstopp i Antarktis. Den ligger i Västantarktis. Argentina, Chile och Storbritannien gör anspråk på området. Toppen på Walton Peak är 1 022 meter över havet, eller 14 meter över den omgivande terrängen. Bredden vid basen är 0,44 km.
Terrängen runt Walton Peak är kuperad åt sydväst, men åt nordost är den bergig. En vik av havet är nära Walton Peak söderut. Trakten är glest befolkad. Närmaste befolkade plats är San Martín Station, 14,5 kilometer väster om Walton Peak. 